# Landmaschinenfabrik Friedrich Dehne

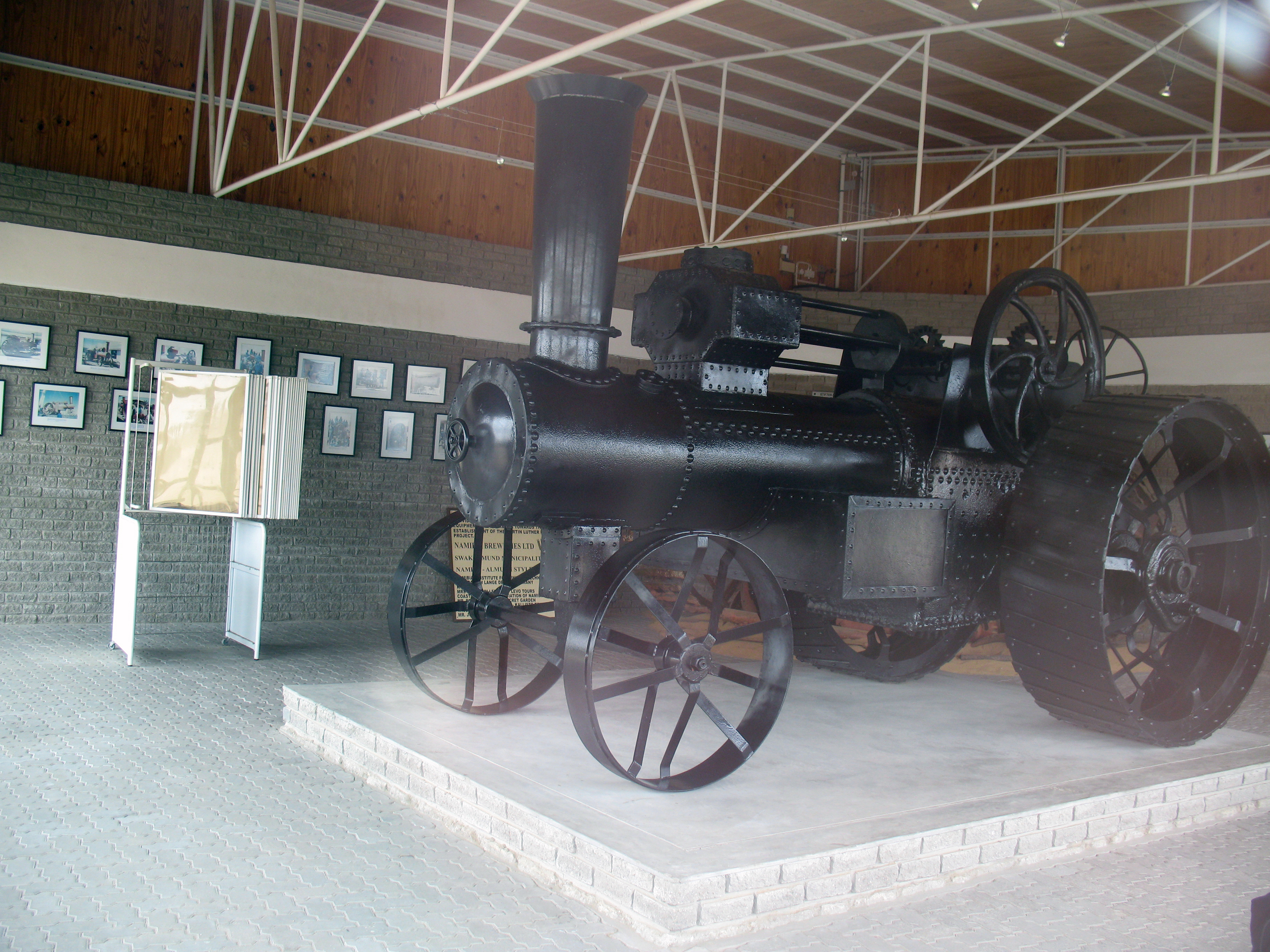
Die Lokomobile „Martin Luther“, erbaut von Dehne um 1895, heute Industriedenkmal in Namibia

Die Landmaschinenfabrik Friedrich Dehne, Halberstadt, gehörte im Zeitraum von 1856 bis 1985 zu den ältesten und bedeutendsten Landmaschinenherstellern in Deutschland, wobei sie ihre Blütezeit in den Jahrzehnten um die Wende zum 20. Jahrhundert hatte. Sie war Mitbegründer des „Verband der deutschen Landmaschinen-Industrie“ (L.M.V.), später DLG im Jahre 1897. Die Traditionen dieses Unternehmens reichen bis in die Gegenwart, noch heute wird die Familientradition durch den Nachfahren Friedrich-Wilhelm Schröter in der Dehne-Food-Consulting, einer Technologie-Beratungsgesellschaft für die landwirtschaftliche Produktion und Nahrungsmittelindustrie fortgeführt.

## Geschichte
Ursprung des Unternehmens war eine 1829 von Heinrich Christian Dehne in Halberstadt gegründete Huf- und Beschlagschmiede. Der Schmiedemeister Friedrich Dehne besuchte 1851 die I. Weltausstellung in London. 1853 übernahm sein Sohn Friedrich Dehne die Schmiede und wandelte sie in eine Reparaturwerkstatt für Drill- und Dreschmaschinen um. 1861 begann das Unternehmen mit der Serienfertigung eigener Löffel-Drillmaschinen, ab 1872 mit der Serienfertigung von Hackmaschinen.
1862 trat Georg Woolnought als Schwiegersohn von Friedrich Dehne und technischer Leiter in die Firma ein. Davor besorgte Woolnought die technische Betreuung der aus England importieren Maschinen, darunter auch Dreschmaschinen, für die die Firma Dehne die Vertretung hatte. 1867 übernahm man die Generalvertretung für Dampflokomobilen der Firma John Fowler & Co. (England) in Gesamt-Deutschland, nachdem in dieser Region 1863 das erste Dampfpflügen in Deutschland (Wanzleben) stattgefunden hatte. Nach der ersten Präsentation eines Fowlerschen Zweimaschinen-Dampfseilpfluges durch Max Eyth im Jahre 1869 verkaufte auch die Firma Dehne die ersten Dampfpflugsätze in dieser Region, darunter zwei Dampfpflugsätze an die Firma A. Heucke im Jahre 1870.
1876 begann die Fertigung von Formmaschinen nach einem Patent Georg Woolnought und Friedrich Dehne, die man für die Rationalisierung der eigenen Gießerei entwickelt hatte. Ab 1878 wurden eigene Dampfmaschinen für den Antrieb von Dreschmaschinen und für Dampfseilpflüge gefertigt. Friedrich Dehne starb 1886. Die Geschäftsführung lag nun in den Händen seines Sohnes Friedrich Wilhelm, später auch Karl, sowie der Schwiegersöhne Georg Woolnought und Georg Pickert. Georg Pickert vertrat das Unternehmen auf der Gründungsversammlung des „Verband der deutschen Landmaschinen-Industrie“ (L.M.V.) im Jahre 1897 (17 Gründungsmitglieder) und war 1905 Präsident dieses Vereins.

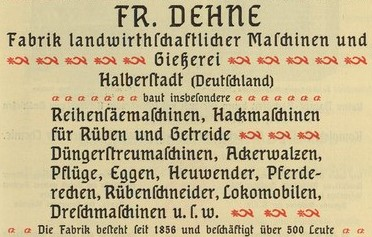
Weltausstellung Paris 1900

Im Zeitraum 1905 bis 1908 wurde vor den Toren von Halberstadt an der Quedlinburger Straße eine zweite Fabrik errichtet. Die Firma hatte zu dieser Zeit mehr als 800 Beschäftigte. 1919 trat Martin Schröter (Schwiegersohn von Dehne) in das Unternehmen ein. Ab 1931 bis 1958 war er persönlich haftender und geschäftsführender Gesellschafter, der 1936 umgewandelten Fabrik als Friedrich Dehne KG. 1941 starb Karl Dehne.
Ende des Zweiten Weltkriegs wurde Halberstadt zu 80 % zerstört. Dabei erlitten die Fabrikanlagen der Firma Dehne gewaltige Schäden. Trotzdem wurde bereits Ende 1945 wieder mit einer Fertigung, vor allem von Ersatzteilen und Gebrauchsgegenständen wie Klein-Kochherde, Kochtöpfe aus Aluminium etc. begonnen. In Verbindung mit der Aufnahme einer Kooperationsproduktion von Ölkühlern waren ab 1949 auch wieder bauliche Erweiterungen möglich.
1958 mussten Martin Schröter und Anne-Marie Schröter, geb. Dehne aus politischen Gründen fliehen. Das Unternehmen nahm entsprechend den Regelungen in der DDR eine staatliche Beteiligung auf. Zu diesem Zeitpunkt hatte das Unternehmen etwa 300 Beschäftigte. In der Folgezeit wurde das Produktionsprogramm neben der bereits bestehenden Kooperationsproduktion für den Motorenbau zunehmend durch Kooperationsproduktion für den Landmaschinenbau bestimmt. In Verbindung damit wurde die Firma Fr. Dehne KG 1964 der Vereinigung Volkseigener Betriebe Landmaschinen- und Traktorenbau, Leipzig und 1970 dem Weimar-Kombinat zugeordnet.
In diesem Rahmen wurde das Unternehmen für die Entwicklung und Produktion von Maschinen und Ausrüstungen zur Kartoffelaufbereitung profiliert. 1974 erfolgte die Umwandlung in einen Volkseigenen Betrieb mit dem Namen VEB Landmaschinenbau Halberstadt, der sich bis Anfang der 1980er Jahre auf etwa 550 Beschäftigte entwickelte.
Nach der Rückübertragung an die Eigentümer im Jahre 1992 wurde noch bis 1999 das Programm Kartoffelaufbereitungstechnik weitergeführt. Nach Einstellung der Fertigung im Werk, Fortführung der Familientradition durch Friedrich-Wilhelm Schröter in der Dehne-Food-Consulting und Gründung eines Nachfolgefertigungsunternehmens, Inno KAT (Innovation Kartoffelaufbereitungstechnik) mit dem früheren Chefkonstrukteur Kurt Lippmann und Technikern. Noch heute wird Kartoffelaufbereitungstechnik gefertigt und im In- und Ausland verkauft.

## Erzeugnisse
Nach dem Beginn mit Drill- und Hackmaschinen wurden zum Ende des 19. Jahrhunderts die Dampflokomobilen für Stationärantriebe und für Zweimaschinen-Dampfseilpflüge zu einem Schwerpunkt des Unternehmens. Die Firma hatte durch ihr großes Potential einen wesentlichen Anteil an der Verbreitung dieser Technik.
Parallel dazu entstand ein breites Sortiment von Erzeugnissen für fast alle Bereiche der Landwirtschaft, die seinerzeit mit Mechanisierungsmitteln bedient werden konnten. Dazu gehörten Pflüge, Kultivatoren, Ackerwalzen, Hackmaschinen, Drillmaschinen, Düngerstreuer, Rübenheber, Heuwender, Ernterechen, Dreschmaschinen und Futteraufbereitungsmaschinen mit vielfach sehr innovativen und patentierten Lösungen. Ab Mitte der 1930er Jahre kamen luftbereifte Plattformwagen hinzu.
Nach 1945 war zunächst die Kooperationsproduktion für den Motorenbau der Schwerpunkt. Von den eigenen Erzeugnissen wurden noch bis Ende der 1950er Jahre Gespanndrillmaschinen und Plattformwagen gefertigt. Ab 1960 erfolgte die Umstellung auf Traktorkippanhänger mit 4 bis 5 t. In der folgenden Kooperationsproduktion für den Landmaschinenbau wurde mit der Anbaudrillmaschine für den Geräteträger, den Einzelkornsämaschinen sowie Korn- und Spreugebläsen begonnen. Ab Ende der 1960er Jahre wurden die Trenneinrichtungen für Kartoffelerntemaschinen sowie die Maschinen und Ausrüstungen für Kartoffellagerhäuser (darunter Ketten- und Walzenfraktionierer, Verlesetische, elektronische Stein- und Kluten-Trenneinrichtungen) zum Schwerpunkt, wobei Letztere auch im Unternehmen entwickelt wurden.